# Temeke (Tanzania)
Temeke è una circoscrizione mista (mixed ward) della Tanzania situata nel distretto urbano di Masasi, regione di Mtwara. Conta una popolazione di 11 547 abitanti (censimento 2012).